# Wspólnota administracyjna Giengen an der Brenz
Wspólnota administracyjna Giengen an der Brenz – wspólnota administracyjna (niem. Vereinbarte Verwaltungsgemeinschaft) w Niemczech, w kraju związkowym Badenia-Wirtembergia, w rejencji Stuttgart, w regionie Ostwürttemberg, w powiecie Heidenheim. Siedziba wspólnoty znajduje się w mieście Giengen an der Brenz, przewodniczącym jej jest Clemens Stahl.
Wspólnota administracyjna zrzesza jedno miasto i jedną gminę wiejską:
- Giengen an der Brenz, 19 434 mieszkańców, 44,05 km²
- Hermaringen, 2 313 mieszkańców, 15,26 km²